# Hirnök József
Hirnök József (szlovénül: Jože Hirnök) (Szentgotthárd, 1957. május 26. – Szombathely, 2024. február 12.) magyarországi szlovén politikus, szociológus, író, a Magyarországi Szlovénok Szövetségének elnöke (1990–2019).

## Élete
Apai ágról magyar, anyai ágról szlovén származású volt. Hazai szlovén közegben nőtt fel, gyerekkorát Szakonyfaluban töltötte, ahol az általános iskolát végezte. Először szakmunkás végzettséget szerzett, mint gépi forgácsoló. Az érettségi után a Szentgotthárdi Kulturális Központban helyezkedett el nemzetiségi előadóként és a nemzetiségi csoportok munkájának koordinátoraként, aki a kétoldalú kapcsolatok építésében is szerepet játszott az akkor még Jugoszlávia részét képző Szlovéniával.
1980-tól felsőfokú tanulmányokat is folytatott a Berzsenyi Dániel Tanárképző Főiskolán (ma a Savaria Egyetem), párhuzamosan a ljubljanai egyetemen is tanult 1980 és 1986 között, ahol is néprajzkutató és szociológia szakon szerzett diplomát.

## Munkássága
1990-ben társalapítója volt a Magyarországi Szlovénok Szövetségének, amelynek majdnem 30 évig volt elnöke. Ugyancsak részt vett 1991-ben a Porabje c. nemzetiségi hetilap alapításában, amelyben gyakran közölt cikkeket szlovén és vend nyelven is. Szintén kezdeményezésére jött létre a Radio Monošter nevű szlovén rádió Szentgotthárdon valamint a Szlovén Kulturális és Információs Központ, amelynek székhelye a Lipa nevű hotelben van.
1991. június 26-án, egy nappal Szlovénia függetlenségének kikiáltását követően jelen volt Ljubljanában, a függetlenségnapi ünnepségen. Egyidejűleg nyílt levelet intézett az akkori magyar kormányhoz, amelyben kérte, hogy Magyarország ismerje el Szlovénia függetlenségét és ítélje el a jugoszláv katonai agressziót, mely ugyancsak június 26-án érte az újdonsült országot. Ez a levelet a muraszombati Murski Val rádióban is felolvasta. Szervezésében a magyarországi szlovénok orvosi eszközöket és gyógyszereket vásároltak Szlovénia részére, továbbá Felsőszölnökön önkéntes véradás is zajlott, amit a battyánfalvai kórháznak juttattak el.
Több kitüntetést is nyert a szlovén és magyar állam részéről. Társszerzője volt könyveknek és tanulmányoknak is.

## Halála
Hosszan tartó betegség után hunyt el a szombathelyi Markusovszky Kórházban. Temetésére Szentgotthárdon került sor 2024. február 23-án.